# Panissage
Panissage är en kommun i departementet Isère i regionen Auvergne-Rhône-Alpes i sydöstra Frankrike. Kommunen ligger i kantonen Virieu som tillhör arrondissementet La Tour-du-Pin. År 2018 hade Panissage 445 invånare.

## Befolkningsutveckling
Antalet invånare i kommunen Panissage
Referens:INSEE